# Eerste Dwarsdiep
Eerste Dwarsdiep  is een buurtschap in de gemeente Aa en Hunze in de Nederlandse provincie Drenthe. De buurtschap is gelegen aan de noordzijde van de provinciale weg N378 vlak langs de grens met de provincie Groningen ten noordwesten van Stadskanaal en wordt vaak in een adem genoemd met het nabijgelegen dorpje Gasselternijveenschemond.
Drenthe: Steden en dorpen      Nederland: Provincies · Gemeenten